# Koós Ferenc
Koós Ferenc (Magyarrégen, 1828. október 18. – Brassó, 1905. november 27.) református lelkész, író.

## Életpályája
Koós Ferenc 1828. október 18-án született Magyarrégenben. Szülei: Koós Lőrinc unokái, és Váradi Szőcs Zsuzsánna nagyernyei születésűek. Az édesapja módos – bérest is tartó – jobbágy, és a magyarrégeni református egyház gondnoka volt. Négyéves korában meghalt az édesanyja.
1840-ben, mint szolgadiák került be a marosvásárhelyi református kollégiumba. 1843-ban az édesapja is meghalt. 1846-ban subscribált, addig szolgadiák volt, és még a nyarakat is azoknál a diákoknál töltötte, akiket szolgált. 1846 és 1848 között már javult a helyzete egy keveset, mert már a tanítványaitól kapott annyi pénzt, hogy szűkösen fenntarthatta magát. Ekkor jött az 1848–49-es forradalom és szabadságharc, amelyben aktívan részt vett. A szabadságharc bukása után Tancson húzódott meg, majd 1850-ben visszament a kollégiumba, és elvégezte azon tanulmányait melyek a papi pályához voltak szükségesek. (Az édesapjának vágyát is teljesítette ezzel). Ekkor már magán és kosztos tanítványai is voltak, és az utolsó évben már köztanító lett, hittant, latint és mértant tanított.
Bukarestbe nyert kinevezést. 1855 áprilisában tartotta a beköszöntő beszédét.
A bukaresti reformátusoknak volt egy kis fatemplomuk, mellette egy szerény papi és harangozói lakás, és ettől 3 kilométerre egy 15 holdas temetőjük, amelyet Sükei Imre tiszteletes kapott a román államtól. Koós Ferenc, hogy a híveit összeszedje, legelőször egy dalárdát szervezett. Azután megszervezte a gyermekek magyar nyelven való tanítását, összetoborozva negyven magyar gyermeket. 1856-ban a templom mellé egytantermes, de 70 gyermeket befogadó nagyságú iskolát építtetett, 1857-ben közadakozásból két új haragot öntettek 120 aranyért, és felszerelték az új iskola mellé. 1858-ban körülsáncolták a temetőt, 1859-ben őrházat építettek, kutat ástak, és fákat ültettek. A temető nagy részét kiadták bérbe földművelésre.
Ezután új templom építését vették tervbe a hívek. 1853-ban kezdték meg az építkezést, és 1856–ban felszentelték. Koós Ferenc kétszer jött át Magyarországra gyűjteni, és mindig eredményesen. Közel félévszázaddal később azt írja erről:
„Az a templom, melynek építéséért annyit állottam ki, ma áll és állani fog századokon át Románia fővárosában, rendületlen emlékként önzetlen fáradozásaimnak. Álljon is azt kívánom, és legyen védvára anyanyelvünknek, és az evangéliumi hitélet örök forrásának.”
Időközben még a „Hunnia” magyar olvasóegyletet is létrehozták a bukaresti magyar értelmiségiek, akik között Mester Ede gyógyszerészt, és Szatmári P. Károly fényképészt, később neves festőt találjuk, és amelynek könyv- és pénztárosa Koós Ferenc volt. Ez később ugyanilyen néven kaszinóvá alakult át. Ebből lett aztán a saját épülettel rendelkező „Bukaresti Magyar Társulat” 1858-tól kezdve minden farsangon magyar bálokat szerveztek, ahol „megtanultunk nemesen mulatni, illemesen társalogni”.
Ugyanezekben az években létrehozták a bukaresti Magyar Temetkezési Egyletet is. Megalapította Dr. Oroszhegyi Józsával és Váradi Ádámmal a „Bukaresti Magyar Közlöny”-t is, ez azonban fél év után megszűnt. A „Hunnia” keretén belül a tiszteletes megszervezte a Kolozsvári opera- és népszínműtársulat vendégszereplését, amelyet még a pesti opera kiválóságai is kiegészítettek. Olyan nevek fordultak elő köztük, mint Hollósy Kornélia.
A Román Nemzeti Színház mindig „megtelt bojárokkal, nagykereskedőkkel és magyarsággal”. „Amiért annyit küzdöttem, fáradoztam, hogy tudniillik a magyar névnek tiszteletet szerezzek a bukarestiek előtt, íme most előttem állott.”
Nagy jelentőséggel bír az is, hogy 1860-1866 között tehetséges magyar gyermekek taníttatását szervezte meg a marosvásárhelyi református kollégiumban, akik közül Sándor József az EMKE későbbi főtitkára lett, de orvos, mérnök, bankhivatalnok is kitellett belőlük. 1868 után a fenti munkássága miatt a helyzete ellehetetlenült Bukarestben, ezért hazajött. 1870-ben a Déván létesítendő tanítóképző tanára és igazgatója lett. 1873-ban áthelyezik Máramarosszigetre ugyancsak ebben a minőségben 1876-78 között királyi tanfelügyelő Beszterce – Naszód vármegyében.
1878-81 tanfelügyelő Fogaras vármegyében, ettől kezdve 1890-ig Brassó vármegyében. Koós Ferenc, ahol megfordult, mindenütt alkotott, és szervezett. Brassói tanfelügyelő korában, az ő javaslatára jelölték meg 1880-ban Apáczai Csere János szülőházát emléktáblával. Hat évvel később 1887-ben Zajzonban a Zajzoni Rab István költő házát is. Kiemelkedő érdemei vannak az állami elemi és polgári iskolák megszervezése terén is, elsősorban Brassóban, de addigi állomásain is, ezért kapta meg 1883-ban „királyi tanácsos”-i címet.
Emlékirata végszavából vett idézettel zárjuk, az Ernyéhez is kötődő „porfiúból” miniszteri tanácsossá lett Koós Ferencről szóló ismertetésünket.
„Életem hosszú folyamán Isten, haza, emberszeretet lelkesítettek. E földhez, e hazához voltam hű, életem minden viszonyai között”.

## Irodalmi munkássága
Cikkei, beszédei s levelei a következő hírlapokban és évkönyvekben jelentek meg:
- M. Sajtó (1856-tól bukaresti levelek);
- Kolozsvári Közlöny (1857-től levelek);
- M. Posta (1857-58. lev.);
- Girókuti Nagy Naptára (1860. Magyarok külföldön, Oláhországban és Moldvában); *Arad (1863. A nagyhét Bukarestben, 27. sz. A börtönök Romániában, 1864. 103., 104. sz. A román színészet története Oláhországban, 1872. A román tankönyvek); *Vasárnapi Újság (1864. A moldvai magyarok állapota, 1867. Kirándulás az Olt vidékére, 1869. Bukaresti magyar iparos egylet);
- Hazánk és a Külföld (1864. Az oláh czigányok, székelyek és hétfalusi magyarok Bukarestben, 1865. Szabadkai Fialla Lajos, Karácsoni Károly, Szathmáry P. Károly festész, Bukaresti életképek és lev., 1866. Kirándulás Konstantinápolyba, 1867. Csapkay Lajos, éjszak-amerikai konzul Romániában); *Ország Tükre (1864. Oláhországi magyarok);
- Hon (1865-69. 82 levél Bukarestből);
- Hortobágy (1865. 53. A Dunafejedelemségek magyar szempontból);
- Protestáns Egyh. és Isk. Lap (1866. A reformatió befolyása az oláh vagy román egyházi irodalom felébresztésére, Az oláhországi ref. missio-bizottmány tervezete, Az ó-hitű egyházak és iskolák állása Moldva-Oláhországban, A brassói Gazeta a missio tervezetét lefordítja s ezzel vihart keltett ellenünk Romániában, A missió-ügy a román országgyűlésen, A misso-bizottmány gyűlése Pitesten jún. 2-5., Valami a konstantinápolyi magyar ref. egyházról, 1868. A román papság ügye a román senátusban sat.);
- Székely Néplap (1867. Hazátokat ne hagyjátok el! Válasz Habakuk testvérének Nahumnak);
- Székely Közlöny (1867. Mit hozzon a székely Bukarestbe? A székelyek és bolgárok Oláhországban, Utazásaim Romániában, Havaselvi levelek Plojestből); *Kolozsvári Nagy Naptár (1867. Egy kálvin káté története Jászvároson 1642.); *M. Polgár Nagy Naptára (1869. Thököly hadjárata Oláhországban és Erdélyben 1690-ben, 1872. Egy hadi ítélet 1849-ben);
- Reform (1870. 200. sz. Három napi körút Hunyadmegyében);
- Nemere (Brassó 1870.); a dévai állami tanítóképző Értesítője (1871. Emlékbeszéd);
- Máramaros (1874. Kántorbőjti csevegések, Zárbeszéd, melyet a m.-szigeti áll. tanítóképezde Gönczy önképző-körének zárünnepélyén júl. 19. elmondott, Nyilt levél a Kabolya-Polyánán aug. 17. tartott gör. kath. éneklést tanítók gyűlésében részt vett lelkész és tanító urakhoz, A máramarosi néptanítókhoz, A tanító szeme, vagy a nevelői tekintet, felolv. okt. 12., Tanügy, válasz. Az iskolai fegyelem és könyvism., 1875. Szemléltetési képek a népiskolák számára, Egy honvéd temető 1849-ben felolv. febr. 14., A mostoha gyermekek, felolv. ápr. 4., Nyilt levél Román Sándor úrhoz, Báró Wesselényi Miklós, mint a néptanítók barátja, felolv., A tanügy torzképei Szigeten: a zugiskolák ostromlása, Tanügyi állapotok Romániában, Igazgatói jelentés a m.-szigeti kir. állami tanítóképezde állásáról 1874-75., Jelentés a máramarosmegyei néptanítók egyletének 1874-75. működéséről, Indítvány a zugiskolák tárgyában, Elnöki jelentés a máramarosi néptanítók egylete által 1875. okt. 10-14. M.-Szigeten rendezett és közgyűléssel összekötött tanszerkiállításról, 1876. Iskolai két uj román lap hazánkban, Miként örökítsük meg Deák Ferencz emlékét M.-Szigeten? A kézimunka a népiskolában. Elemi népiskoláink és a faiskolák, 1877. Levelek Beszterczéről és Ó-Radnáról);
- Máramarosvármegye leírása (Bpest, 1876. Tanítóképző-intézet, Népnevelésügyi egyletek);
- Bukaresti Hiradó (1883. 7. sz. Hol és kinek fejében született meg legelőbb a bukuresti magyar olvasókör czélja?);
- Brassó (1885. Emlékbeszéd a brassói iparos ifjak önképzőkörében márcz. 15., 1886. Felavató beszéd a brassói magyar polgári körm zászlófelavatási ünnepélyén okt. 31., 1885-1889. Az EMKE brassói fiókegyletének közgyűlésein tartott beszédek, 1887-88. Czigány népmesék, dalok és talányok, 100. sz. Trefort Brassóban;
- Ezelőtt húsz évvel: Czapkay Ferencz, 1888. Az én karácsonyi szent ünnepem 1848-ban, Hogyan diszítettük fel nemzeti kokárdával a zsandár őrmestert Maros-Ludason 1851 karácsony ünnepén, Az én jóltevőim felolv. nov. 7., 1889. Székely Mózes emléke, Álláspontom, négy vezérczikk, A moldva-klézsei csángó-magyar asszony mint életmentőm 1858. aug. 19., Romániai czigány népdalok, és román lapszemlék Czenkalji név alatt); Brassói M. Képes Naptár (1887. Hogyan került Bethlen Gábor, Erdély fejedelme 1614. febr. 18. a hó hátára, 1888. Milyen volt Brassóban ezelőtt száz évvel, 1889. Temesvár ostroma 1849-ben);
- Kolozsvár (1887. 146. sz. A karácsonyi szent ünnepen 1848-ban, 300. sz. Csak ötven éve);
- Bukuresti M. Képes Naptár (1890. Visszaemlékezések Veress Sándorra, Romániai czigány népdalok, Burbu Constantinescu után);
- Brassói Hiradó (1891. 2. szám Az emlékszobrok jelentőségéről); Székely Nemzet (1891., 199. sz. Czigány gyászdalok, Mondák a czigányok eredetéről);
- Erdélyi írók és művészek Almanachja (Kolozsvár, 1892. József főherczeg a czigányokról);
- Marosvidék (1896. 38. és köv. szám. Tanfelügyelői visszaemlkezések): Ungaria (Kolozsvár 1896. Magyar befolyás a román szókincsre);
- Magyarország, Aradi Lapok, Korunk, Unio, Szolnok-Doboka, Besztercze, Delejtű, Alföld, Székely Nemzet, Növendékek Lapja, Család és Iskola, Kelet, Erdélyi Gazda stb.

## Művei
- A bukaresti evangélikus-református új iskola alapköve letételekor 1856. aug. 11. mondott ima s annak megnyitásakor tartott beszéd. Bukurest, 1856. szept. 21. (Legelső bukaresti magyar nyomtatvány; a M. Sajtó 239. 240. sz.-ban is).
- Szent fogadástételek. A bukuresti ev. ref. magyar anyaszentegyház két uj harangjának fölszentelése alkalmával tartott egyházi beszéd. Uo. 1857. decz. 1.
- A bukaresti magyar casino ünnepélyes megnyitása. Alkalmi beszéd. Uo. 1857. (Akkor a hazai lapok is közölték, így a M. Sajtó 282. sz.)
- Temetőkert, mint Magyarország kapuja. A bukuresti ev. ref. egyház uj temetőkertje fölszentelése alkalmával tartott ima és beszéd. Uo. 1858. szept. 19.
- Felhivás a magyar akadémia érdekében. Uo. 1860. január 22.
- A bukuresti reformált egyház újunnan átdolgozott törvényei. Bukurest, 1861. márcz. 10.
- Hála ima. Melyet az egyesült fejedelemség uralkodó herczege I. Sándor János ő fensége névünnepén augusztus 30-án a bukaresti reform. templomban mondott. Uo. 1861. (Magyar és rumán szöveg.)
- Őszinte szó a bukuresti magyar iparos ifjakhoz vagy magyar mesterlegényekhez. Arad, 1863. (Különny. az Alföldből.)
- A bukaresti ev. ref. egyház rövid nyilatkozata a magyar ev. ref. anyaszentegyház s a magyar nemzethez. Bukarest, 1. jún. 1869. Az előljáróság.
- Az Isten lélek. Templomszentelési beszéd, melyet a bukuresti ev. ref. templomban 1864. karácsony első napján (1865. jan. 6. uj szerint), midőn abban a legelső istentisztelet tartatott elmondott. Uo. 1865.
- A bukaresti ev. ref. egyház félszázados ünnepén 1865. máj. 2. az uj templomban a bennirtak által elmondott négy egyházi beszéd. Uo. 1865. (K. rumén beszéde.)
- Válasz. A bukuresti ev. ref. egyház előljáróságának köpenyegébe bujt Czelder Márton rövid nyilatkozatára, a melyet a magyar ev. ref. anyaszentegyház s a magyar nemzethez intézni nem szégyenlett. Uo. 1869. júl. 1 (Polemikus tartalmú.)
- A bukuresti első magyar iparos olvasó egylet alapszabályai Uo. 1865.
- Románország rövid földrajza. Népiskolák számára. Térképpel Pest, 1869. (Kiadta 500 példányban.)
- Történelmi dolgozatok a magyar és román nemzet viharos korszakából. I. füzet. Marosvásárhely, 1870. (Kuun Gothárd gróf 100 frttal jutalmazta. Részben megjelent a Növendékek Lapjában 1865-ben. Ism. Reform. 260. sz.)
- Értesítvény a dévai állami tanítóképezde első tanévéről 1870-71. Déva.
- Értesítvény a máramaros-szigeti m. kir. állami férfi tanítóképezdéről az 1873-1874. iskolai évben. A tanárikar közreműködésével. M.-Sziget, 1874.
- Apáczai Csere János népszerű életrajza. Összeállította és a brassómegyei tanítótestület 1880. okt. 14. Zajzonban tartott közgyűlésén felolvasta. Brassó, 1881.
- Apáczai Csere János. Emlékbeszéd. Irta és a Csere ünnepélyen Apáczán elmondotta. Uo. 1881.
- Alkalmi beszéd. A brassói 22 éves magyar dalárda zászlófelavatási ünnepélyén 1883. okt. 7. tartotta. Sepsi-Szentgyörgy. 1883.
- Zajzoni Rab István csángó költő emlékünnepe. Brassó, 1888. szeptember 14-én. (Emlékbeszéd, melyet a költő születési háza előtt tartott Zajzonban.)
- Visszaemlékezés Veress Sándorra és emigrácziói emlékek Veress Sándor naplójából. Ugyanott, (1890.)
- Életem és emlékeim. 1828-1890. Brassó, 1890. Két kötet. Fénynyom. Arck. (Ism. Erdélyi Hiradó 68. sz.) Online Archiválva 2018. június 12-i dátummal a Wayback Machine-ben
- Az 1848. márcz. 15. Brassó, 1892.
- A brassóvármegyei tizenegy magyar kisdedóvoda, illetőleg nyári menedékház tízéves története. Uo. 1893.
- Abecedar si ântâia carte pentru deprinderea limbei maghiare în scólele poporale române. Uo. 1894. (Goldis Vazullal együtt.)
- A doua carte pentru deprinderea limbeî maghiare in scólele poporale române. Uo. 1894. (Goldis Vazullal.)

Szerkesztette s kiadta a Bukaresti Magyar Közlönyt 1860. júl. és aug.
Levele Pesty Frigyeshez Bukarest, 1858. nov. 26. (a m. n. múzeumban.)